# Japanese Movie Database
Japanese Movie Database (日本映画データベース, Nihon eiga dētabēsu), souvent appelée JMDb, est une base de données en ligne référençant des informations au sujet du cinéma japonais : films, acteurs, ou membres des équipes de réalisation. JMDb est similaire à l'Internet Movie Database, mais ne liste que des films réalisés au Japon. Le site a été initié en 1997 et référence des films de 1899 à nos jours,.